# Palas Atenea (Klimt)
Palas Atenea es un cuadro del pintor Gustav Klimt, realizado en 1898, que se encuentra en el Museo Histórico de la ciudad de Viena (Austria).

## El tema

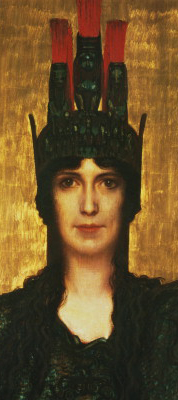
Palas Atenea, Franz von Stuck.

Atenea, la diosa principal griega, hija de Zeus y Metis, nacida adulta y armada de la cabeza del propio dios griego fue patrona de la ciudad-estado helena y símbolo del grupo Sezession, al que Klimt, estuvo adscrito hasta 1908. Su iconografía la presenta generalmente con yelmo con grifos, lanza en su mano derecha, escudo con la cabeza de la Gorgona y la égida en su pecho. Diosa de la sabiduría y la razón inspiró el caballo de Troya que dio la victoria a los griegos sobre la mítica ciudad. Es protagonista de multitud de pinturas, piezas de cerámica y estatuas.

## Descripción de la obra
En un lienzo cuadrado, usado por el autor por primera vez, con marco metálico diseñado por Klimt, la diosa es representada armada, con sus símbolos iconográficos, y en la mano derecha una bola a modo de cetro con una Nuda Veritas, símbolo del triunfo del arte auténtico.
La obra, atacada por algunos, recibió la defensa del colega de Klimt, Ludwig Hevesi, que describió Palas Atenea como una «secesionista de hoy».